# Michel Vuillermoz
Michel Vuillermoz (Orléans, Frankrijk, 18 december 1962) is een Franse acteur, regisseur en scenarioschrijver. Vuillermoz is het meest bekend door zijn rollen in onder andere de Franse films André le magnifique uit 2000, Un long dimanche de fiançailles uit 2004 en Atonement uit 2007.

## Biografie
Vuillermoz werd geboren in 1962, in Orléans, Frankrijk. Vuillermoz studeerde van 1986 tot 1989 aan het National Conservatory of Dramatic Art in Parijs. Hij speelde zijn eerste film in 1988 genaamd La grande séance, waar hij een bijrol speelde. Naast zijn werk als acteur in films werkt Vuillermoz ook in het theater als acteur en regisseur.
Sinds 2007 is Vuillermoz deel van de Sociétaires van de Comédie-Française.

## Filmografie

### Films
| Jaar | Titel                                           | Rol                        |
| ---- | ----------------------------------------------- | -------------------------- |
| 1989 | La bande des quatre                             | Son complice               |
| 1989 | Un père et passe                                | N/A                        |
| 1990 | Cyrano de Bergerac                              | N/A                        |
| 1990 | Faux et usage de faux                           | Le garçon chez Lipp        |
| 1992 | Versailles Rive-Gauche                          | Jean-Claude                |
| 1994 | Honorin et l'enfant prodigue                    | 2ème Gendarme              |
| 1996 | Comment je me suis disputé... (ma vie sexuelle) | Frédéric Rabier            |
| 1996 | Des nouvelles du bon Dieu                       | Jivago                     |
| 1996 | Petit                                           | Gérard                     |
| 1996 | Bernie                                          | Travesti                   |
| 1996 | Berjac: Coup de maître                          | Marcel                     |
| 1997 | Un malade en or                                 | N/A                        |
| 1998 | On a très peu d'amis                            | Serge                      |
| 1998 | Serial Lover                                    | Charles Thiriot            |
| 1998 | Dieu seul me voit                               | François                   |
| 1999 | Le créateur                                     | Simon                      |
| 2000 | Les Acteurs                                     | L'infirmier                |
| 2000 | André le magnifique                             | André, Aunt Ida            |
| 2000 | La tribu de Zoé                                 | François                   |
| 2001 | Du côté des filles                              | Marino                     |
| 2001 | Absolument fabuleux                             | Le commissaire             |
| 2001 | Jalousie                                        | Thomas                     |
| 2002 | Peau d'âne                                      | Oncle de Grégoire          |
| 2003 | Bon voyage                                      | M. Girard                  |
| 2003 | Les enfants du miracle                          | Guillaume Bardet           |
| 2003 | Le coût de la vie                               | Le banquier                |
| 2004 | L'empreinte                                     | Julien Vannier             |
| 2004 | La première fois que j'ai eu 20 ans             | M. Conrad                  |
| 2004 | Un long dimanche de fiançailles                 | P'tit Louis                |
| 2004 | Les soeurs fâchées                              | Richard                    |
| 2004 | Un petit jeu sans conséquence                   | Gérard                     |
| 2005 | Gentille                                        | Le docteur Gudarzi         |
| 2005 | Les âmes grises                                 | Le maire                   |
| 2005 | Palais royal!                                   | Prince Alban               |
| 2005 | Combien tu m'aimes?                             | Le toubib                  |
| 2006 | Quatre étoiles                                  | Marc                       |
| 2006 | Fauteuils d'orchestre                           | Félix                      |
| 2006 | Hell                                            | Le décorateur              |
| 2006 | Cabaret Paradis                                 | Jeff                       |
| 2006 | La maison du bonheur                            | Jacques Kurtz              |
| 2006 | Cœurs                                           | Architecte émission TV     |
| 2007 | Demandez la permission aux enfants              | François-Xavie             |
| 2007 | Chacun son cinéma                               | The groaning man           |
| 2007 | Cyrano de Bergerac                              | Cyrano de Bergerac         |
| 2007 | Atonement                                       | Frenchman                  |
| 2007 | Brigitte et moi                                 | Récitant                   |
| 2008 | Ça se soigne?                                   | Piotr Ladislav             |
| 2008 | Passe-passe                                     | Sacha Lombard              |
| 2008 | Le Mariage de Figaro                            | Le comte Almaviva          |
| 2009 | Les herbes folles                               | Lucien d'Orange            |
| 2009 | Bancs publics (Versailles rive droite)          | Le cadre #2                |
| 2009 | Le dernier pour la route                        | Pierre                     |
| 2009 | Entre deux ombres                               | Franck                     |
| 2010 | À 10 minutes de la plage                        | Rodrigo Ramirez            |
| 2010 | La princesse de Montpensier                     | Duc de Montpensier         |
| 2010 | Dernier étage gauche gauche                     | Baldini                    |
| 2011 | Nos résistances                                 | Lieutenant Lebel           |
| 2011 | La fille de l'autre                             | Alexis                     |
| 2011 | Le grand restaurant II                          | Thibault                   |
| 2011 | Midnight in Paris                               | Versailles Royalty         |
| 2011 | J'aime regarder les filles                      | Pierre Bramsi              |
| 2011 | On ne choisit pas sa famille                    | Jean-Paul                  |
| 2012 | Maman                                           | Erwan de Kerdoec           |
| 2012 | Adieu Berthe - L'enterrement de mémé            | Charles Rovier-Boubet      |
| 2012 | Vous n'avez encore rien vu                      | Michel Vuillermoz, Vincent |
| 2012 | Camille redouble                                | Le père de Camille         |
| 2013 | Amour & turbulences                             | Georges                    |
| 2013 | Les grandes ondes (à l'ouest)                   | Joseph Marie Cauvin        |
| 2014 | Jamais le premier soir                          | Viktor Bells               |
| 2014 | Aimer, boire et chanter                         | Jack                       |
| 2014 | La liste de mes envies                          | Le curé                    |
| 2014 | La forêt                                        | Guennadi                   |
| 2014 | L'affaire SK1                                   | Carbonnel                  |
| 2015 | Papa ou Maman                                   | Coutine                    |
| 2015 | Comme un avion                                  | Christophe                 |
| 2015 | Les trois soeurs                                | Alexandre                  |
| 2015 | Nous trois ou rien                              | Daniel Bioton              |
| 2015 | Le grand partage                                | Grégory Bretzel            |
| 2016 | Les pieds dans le tapis                         | Hugues                     |
| 2016 | Ma vie de Courgette                             | Raymond                    |
| 2016 | Papa ou maman 2                                 | Guy Coutine                |
| 2017 | On l'appelait Ruby                              | Ceylan                     |
| 2017 | L'assiette de mon voisin                        | N/A                        |
| 2017 | Au revoir là-haut                               | Joseph Merlin              |
| 2017 | Knock                                           | M. Mousquet                |
| 2017 | Garde alternée                                  | Félix                      |
| 2018 | Bécassine!                                      | L'oncle Corentin           |
| 2019 | Chamboultout                                    | Arnaud Lubert              |
| 2019 | J'accuse                                        | Du Paty de Clam            |
| 2019 | Noces d'Or                                      | Bernard                    |
| 2019 | Claire Andrieux                                 | Gwendal                    |
| 2020 | Adieu les cons                                  | Le psy                     |
| 2020 | Les deux Alfred                                 | N/A                        |
| N/A  | L'Enfant Caché                                  | Trévignac                  |

### Korte Films
| Jaar | Titel                             | Rol               |
| ---- | --------------------------------- | ----------------- |
| 1988 | La grande séance                  | Un spectateur     |
| 1990 | Sales histoires                   | N/A               |
| 1990 | Dernier regard                    | N/A               |
| 1992 | Désiré                            | Le livreur        |
| 1994 | Vibroboy                          | Francesca         |
| 1994 | Paul, un portrait                 | N/A               |
| 1995 | Le homard                         | Homme restaurant  |
| 2001 | La concierge est dans l'ascenseur | N/A               |
| 2001 | Le fruit défendu                  | N/A               |
| 2002 | Oya isola                         | Le père           |
| 2002 | Bois ta Suze                      | Ziegler           |
| 2003 | Tendre papa                       | Le père           |
| 2003 | Plat du jour                      | N/A               |
| 2006 | Que sont-ils devenus?             | L'homme d'affaire |
| 2007 | Le vrai Père Noël                 | Le Père Noël      |
| 2013 | Les petits joueurs                | N/A               |
| 2015 | Trois fois rien                   | N/A               |

### Series
| Jaar | Titel                                                         | Rol                                 |
| ---- | ------------------------------------------------------------- | ----------------------------------- |
| 1995 | La vie de Marianne                                            | Le religieux                        |
| 1996 | L'histoire du samedi                                          | Lucien Gardel                       |
| 1997 | Anne Le Guen                                                  | Me Dufresne                         |
| 2000 | Crimes en série                                               | Zak                                 |
| 2002 | Maigret                                                       | Bellanger                           |
| 2002 | SoeurThérèse.com                                              | Philippe Valois                     |
| 2003 | Un été de canicule                                            | Juge Herrero                        |
| 2005 | Louis la brocante                                             | Prêtre Joubert                      |
| 2007 | La louve                                                      | Lionel Spiroglou                    |
| 2009 | Histoires de vies                                             | Éric Dumas                          |
| 2010 | Au siècle de Maupassant: Contes et nouvelles du XIXème siècle | Eliphas                             |
| 2010 | Ce jour là, tout a changé                                     | Charles De Gaulle                   |
| 2011 | Chez Maupassant                                               | Antoine Langlais, Maire et banquier |
| 2012 | Merlin                                                        | Vortigern                           |
| 2012 | Le Romancier Martin                                           | N/A                                 |
| 2014 | Scènes de ménages                                             | Robert, le frère de Raymond         |
| 2018 | Ondes de choc                                                 | Jotterand                           |
| 2019 | Alphonse Président                                            | Alphonse Dumoulin                   |
| 2020 | OVNI(s)                                                       | Marcel Bénes                        |

## Theater

### Als acteur
| Jaar    | Titel                                                   | Regisseur          |
| ------- | ------------------------------------------------------- | ------------------ |
| 1990    | Ruy Blas door Victor Hugo                               | Nicolas Lormeau    |
| 1991    | Les Guerres picrocholines door François Rabelais        | Pierre Pradinas    |
| 1992    | Masterclass door David Pownall                          | Michel Vuillermoz  |
| 1994    | Richard III door Shakespeare                            | Pierre Pradinas    |
| 1994    | Linge sale door Jean-Claude Grumberg                    | Michel Vuillermoz  |
| 1996-98 | André le magnifique door Isabelle Candelier             | N/A                |
| 2000    | Paradis perdus door David Mamet                         | Pierre Laville     |
| 2000    | American Buffalo door David Mamet                       | Michel Fau         |
| 2001    | Madame Sans Gêne door Victorien Sardou                  | Alain Sachs        |
| 2003    | The Forest door Alexander Ostrovsky                     | Piotr Fomenko      |
| 2004    | Le Menteur door Pierre Corneille                        | Jean-Louis Benoit  |
| 2004    | The Winter Tale door Shakespeare                        | Muriel Mayette     |
| 2004    | Les Effracteurs door José Pliya                         | José Pliya         |
| 2005    | Le Menteur door Pierre Corneille                        | N/A                |
| 2005    | Le Tartuffe door Molière                                | Marcel Bozonnet    |
| 2005    | La Forêt door Alexandre Ostrovski                       | Piotr Fomenko      |
| 2005    | Un auteur, un acteur…                                   | N/A                |
| 2006-09 | Cyrano de Bergerac door Edmond Rostand                  | Denis Podalydès    |
| 2007    | Le Retour au désert door Bernard-Marie Koltès           | Muriel Mayette     |
| 2007    | Le Mariage de Figaro door Pierre Beaumarchais           | Christophe Rauck   |
| 2008    | Figaro divorce door Ödön von Horváth                    | Jacques Lassalle   |
| 2009    | Les Contes du chat perché: Le Loup door Marcel Aymé     | Véronique Vella    |
| 2010    | The Three Sisters door Anton Tchekhov                   | Alain Françon      |
| 2011    | Agamemnon door Sénèque                                  | Denis Marleau      |
| 2012    | La Trilogie de la Villégiature door Carlo Goldoni       | Alain Françon      |
| 2012    | Amphitryon door Molière                                 | Jacques Vincey     |
| 2012    | Je ne suis pas mort door André De Richaud               | N/A                |
| 2013    | Troïlus et Cressida door William Shakespeare            | Jean-Yves Ruf      |
| 2014    | A Midsummer Night's Dream door William Shakespeare      | Muriel Mayette     |
| 2014    | Le Tartuffe ou l'Imposteur door Molière                 | Galin Stoev        |
| 2015    | Le Père door August Strindberg                          | Arnaud Desplechin  |
| 2016    | La Résistible Ascension d'Arturo Ui door Bertolt Brecht | Katharina Thalbach |
| 2017    | The Free Trade Hotel door Georges Feydeau               | Isabelle Nanty     |
| 2017    | La Tempête door William Shakespeare                     | Robert Carsen      |
| 2018    | La Locandiera door Carlo Goldoni                        | Alain Françon      |
| 2020    | Angels in America door Tony Kushner                     | Arnaud Desplechin  |

### Als regisseur
| Jaar | Titel                                   |
| ---- | --------------------------------------- |
| 1986 | The Barber of Seville door Beaumarchais |
| 1992 | Masterclass door David Pownall          |
| 1994 | Linge sale door Jean-Claude Grumberg    |
| 2015 | Introspectie door Peter Handke          |

## Lezingen
| Jaar | Titel                          |
| ---- | ------------------------------ |
| 2005 | L'Homme au complet marron      |
| 2008 | Le Rouge et le Noir            |
| 2008 | La réserve                     |
| 2009 | Un peu plus loin sur la droite |
| 2010 | Mythologies                    |
| 2010 | Les Misérables                 |
| 2011 | Le Père Goriot                 |

## Prijzen
| Jaar | Prijs                       | Categorie                                                               | Resultaat   |
| ---- | --------------------------- | ----------------------------------------------------------------------- | ----------- |
| 1998 | Molières                    | Molière van de theatrale openbaring in André le Magnifique              | Gewonnen    |
| 1998 | Molières                    | Auteur's Molière in André le Magnifique                                 | Gewonnen    |
| 2002 | Molières                    | Molière van de acteur in een bijrol in Madame Sans Gêne                 | Genomineerd |
| 2005 | Molières                    | Molière van de acteur in een bijrol in Le Menteur                       | Genomineerd |
| 2007 | Prijs van de Critics 'Union | beste acteur in Cyrano de Bergerac                                      | Gewonnen    |
| 2007 | Molières                    | Molière van de acteur in Cyrano de Bergerac                             | Genomineerd |
| 2010 | César                       | César voor beste acteur in een bijrol in Le Dernier pour la route       | Genomineerd |
| 2013 | César                       | César voor beste acteur in een bijrol in Camille redoubles              | Genomineerd |
| 2016 | Molières                    | Molière van de acteur in een openbare theatershow in Cyrano de Bergerac | Genomineerd |
| 2020 | Molières                    | Molière van de acteur in een openbare theatershow in Angels in America  | Genomineerd |

- Bibliothèque nationale de France: cb12365720z (data)
- Gemeinsame Normdatei: 143490427
- International Standard Name Identifier: 0000 0001 1471 4379
- Library of Congress Control Number: no2012098576
- MusicBrainz: 41915b8c-4720-425d-8670-1b318e088394
- Nationale Bibliotheek van Tsjechië: xx0314342
- Nationale Bibliotheek van Israël: 987007322214005171
- Système universitaire de documentation: 03267287X
- Virtual International Authority File: 44376394
- WorldCat: E39PBJfCrbPcrDQhF9GfqCxJjC